# Alexandru Frim
Alexandru Frim (9 de marzo de 1908-2 de diciembre de 1985) fue un deportista rumano que compitió en bobsleigh. Ganó una medalla de oro en el Campeonato Mundial de Bobsleigh de 1934, en la prueba doble.

## Palmarés internacional
| Campeonato Mundial | Campeonato Mundial | Campeonato Mundial | Campeonato Mundial |
| Año                | Lugar              | Medalla            | Prueba             |
| ------------------ | ------------------ | ------------------ | ------------------ |
| 1934               | Engelberg (Suiza)  | Medalla de oro     | Doble              |